# Ꝫ
Ꝫ (minuskule ꝫ) je speciální znak latinky. Nazývá se et. V současnosti již není používáno, ale ve středověku se používalo jako abreviatura v textech psaných starou severštinou.
V Unicode má Ꝫ a ꝫ tyto kódy:
Ꝫ U+A76A
ꝫ U+A76B